# Ratpenat frugívor asteca
El ratpenat frugívor asteca (Dermanura azteca) és una espècie de ratpenat de la família dels fil·lostòmids. Viu a Costa Rica, El Salvador, Guatemala, Hondures, Mèxic i Panamà. El seu hàbitat natural és generalment la selva nebulosa en lloc de flors en particular perquè han estat capturats exemplars en les xarxes col·locades en coníferes, boscos verds, mangos i camps de plàtans, i en una vall relativament seca prop Comayagua, Hondures. Jones (1964) va capturar exemplars de les mines abandonades envoltades de bosc tropical caducifoli en valls estretes prop de boscos de roures i pins. No hi ha cap amenaça significativa per a la supervivència d'aquesta espècie.